# Убей меня нежно (роман)
«Убей меня нежно» (англ. Killing Me Softly) — роман, написанный в 1999 году супружеской парой (Никки Джеррард и Шон Френч), скрывающейся под псевдонимом Никки Френч.

## Сюжет
Элис живёт со своим приятелем Джейком в лондонской квартире, имеет престижную работу, проводит вечера с друзьями, и в общем, живёт обычной спокойной жизнью.
Внезапная встреча с известным альпинистом Адамом окунает Элис в пучину страсти, заставляет поступиться некоторыми принципами и начать совершать необдуманные поступки. С Адамом у Элис начинается новая бурная жизнь. Однако со временем Элис начинает понимать, что за увлечением Адама альпинизмом кроются некие тайны, а сам Адам оказывается загадочным незнакомцем.

## Российское издание
В России роман был выпущен в издательстве АСТ в 2005 году.

## Экранизация
В 2002 году вышел художественный фильм «Убей меня нежно», роли в котором исполнили популярные голливудские актёры с Хизер Грэм и Джозеф Файнс.